# Calytrix brownii
Calytrix brownii là một loài thực vật có hoa trong Họ Đào kim nương. Loài này được (Schauer) Craven mô tả khoa học đầu tiên năm 1987.